# Polina Jurjewna Michailowa
Polina Jurjewna Michailowa (russisch Полина Юрьевна Михайлова; englisch Polina Mikhaylova; * 31. August 1986 in Leningrad, Russische SFSR, Sowjetunion) ist eine russische Tischtennisspielerin.

## Karriere
Polina Michailowa ist Abwehrspielerin. Sie gewann eine Bronzemedaille im Teamwettbewerb bei der Europameisterschaft 2013 im österreichischen Schwechat. Bei der Europameisterschaft 2015 im russischen Jekaterinburg gewann sie zwei Bronzemedaillen – eine im Einzel- und eine im Teamwettbewerb.
Michailowa konnte sich für die Olympischen Spiele 2016 in Rio de Janeiro qualifizieren, verlor aber bereits in der zweiten Runde gegen die Belarussin Wiktoryja Paulowitsch.
Von 2011 bis 2013 spielte Michailowa in der deutschen Damen-Bundesliga bei Ttc berlin eastside und war am Gewinn der Champions League 2012 beteiligt. 2015 war sie in der Türkei für Bursa Büyüksehir Belediyespor aktiv.

## Russische Meisterschaften
Polina Michailowa ist Abwehrspielerin. Sie wurde 2012 Vize-Meisterin bei den russischen Meisterschaften im Teamwettbewerb. 2013 war sie russische Meisterin im Einzel.
Resultate bei den russischen Meisterschaften:
|      | Einzel      | Doppel       | Mixed        | Team   |
| 2010 | 13. Platz   | Silber       |              |        |
| 2011 | 7. Platz    | Bronze       | Bronze       |        |
| 2012 | Silber      | Bronze       | Bronze       | Silber |
| 2013 | Gold        | Bronze       | 9.–16. Platz | Silber |
| 2014 | Silber      | 9.–16. Platz |              | Silber |
| 2015 | 5.–8. Platz | 5.–8. Platz  | 9.–16. Platz | Bronze |
| 2016 | Silber      |              |              | Bronze |
| 2017 |             |              |              | Bronze |